# حفاظت برون‌جا

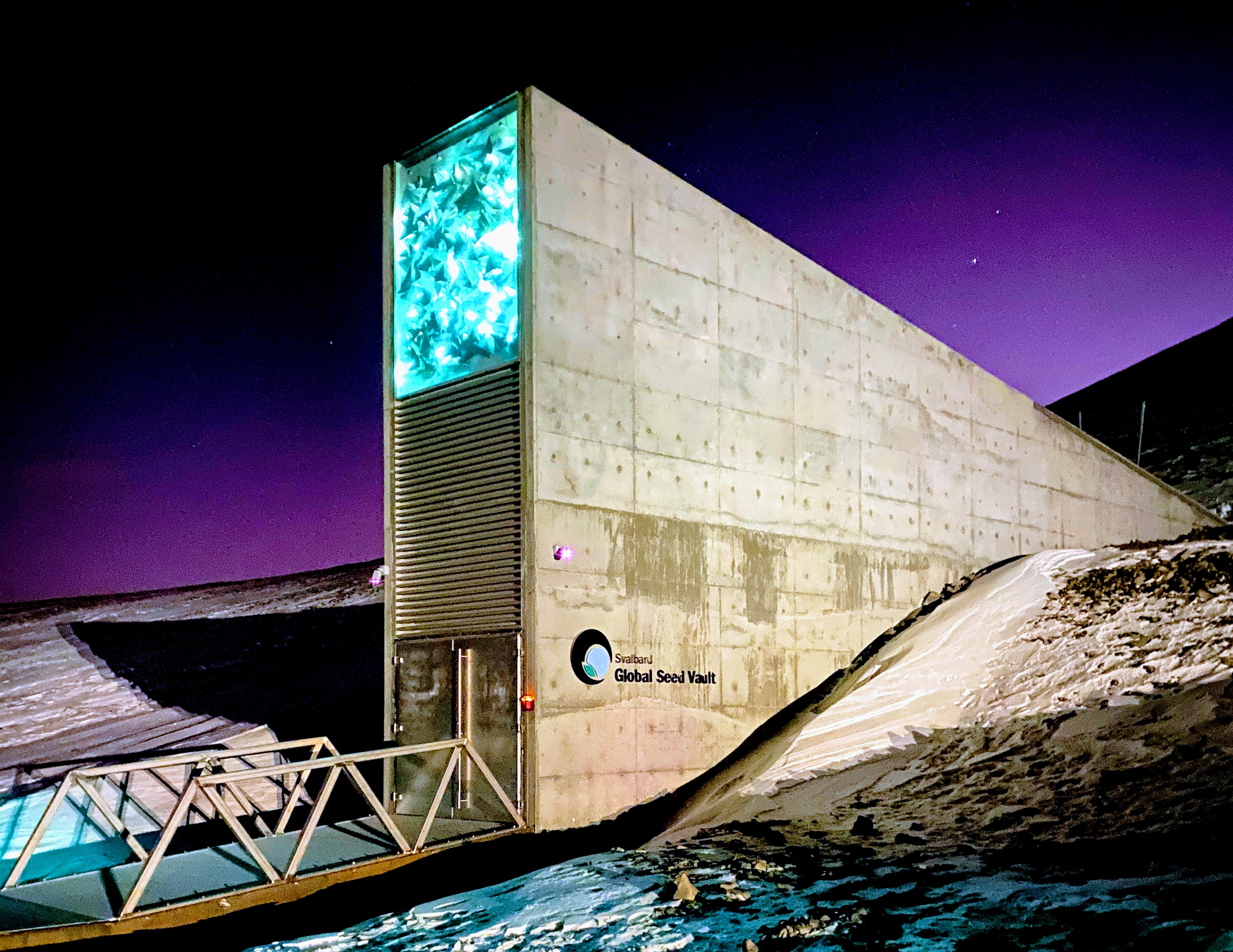
بانک جهانی بذر سوالبارد، حفاظت از محل.

حفاظت برون‌جا (به انگلیسی: Ex situ conservation) در لغت به معنای حفاظت بیرون از زیستگاه است. این فرایند حفاظت از گونه، گونه یا نژاد در حال انقراض، گیاه یا جانور بیرون از زیستگاه طبیعی آن است. به عنوان مثال، با حذف بخشی از جمعیت از یک زیستگاه در معرض تهدید و قرار دادن آن در یک مکان جدید، یک محیط ساخته‌شده که شبیه زیستگاه طبیعی جانور مربوطه و تحت مراقبت انسان است، به عنوان مثال پارک‌های جانورشناسی و سافاری حیات وحش است. درجه‌ای که انسان‌ها پویایی طبیعی جمعیت مدیریت‌شده را کنترل یا تغییر می‌دهند، به‌طور گسترده‌ای متفاوت است، و این ممکن است شامل تغییر محیط زندگی، الگوهای تولیدمثل، دسترسی به منابع و حفاظت در برابر شکار و مرگ‌ومیر باشد. مدیریت برون‌جای می‌تواند در محدوده جغرافیایی طبیعی یک گونه یا خارج از آن رخ دهد. افرادی که در محل نگهداری می‌شوند، در بیرون از یک کنام بوم‌شناختی وجود دارند. این بدان معنی است که آنها تحت فشارهای انتخابی مشابهی با جمعیت‌های وحشی نیستند و در صورت نگهداری در محل برای چندین نسل، ممکن است تحت انتخاب مصنوعی قرار گیرند.
تنوع زیستی کشاورزی نیز در مجموعه‌های برون‌جای حفظ می‌شود. این در درجه نخست به شکل بانک‌های ژنی است که در آن نمونه‌ها به منظور حفظ منابع ژنتیکی گیاهان زراعی عمده و خویشاوندان وحشی آنها ذخیره می‌شوند.